# شهریور ۱۳۸۵

## سه‌شنبه: ‎۲۱ شهریور۱۳۸۵(۱۲ سپتامبر۲۰۰۶)
- توقیف روزنامه‌های ایرانی

روزنامه شرق و ماهنامهٔ نامه توقیف شدند.    

## یک‌شنبه: ‎۱۹ شهریور۱۳۸۵(۱۰ سپتامبر۲۰۰۶)
- پایان جشنوارهٔ ونیز

جیا ژانگ کی، کارگردان فیلم طبیعت بی‌جان، توانست شصت و ششمین جایزهٔ شیر طلایی را از آن خود کند. 

## دوشنبه: ‎۱۳ شهریور۱۳۸۵(۴ سپتامبر۲۰۰۶)
انوشه انصاری، نخستین فضاگرد (گردشگر فضایی) زن در جهان آماده سفر می‌شود. سفر فضایی او ۲۳ شهریور ۱۳۸۵ (۱۴ سپتامبر ۲۰۰۶) با فضاپیمای سویوز از پایگاه فضایی بایکونور خواهد بود. (بی‌بی‌سی)

## شنبه: ‎۱۱ شهریور۱۳۸۵(۲ سپتامبر۲۰۰۶)
- ورود نیروهای اروپایی به لبنان

نیروهای صلحبان ایتالیایی وارد خاک لبنان شدند. 

## آدینه: ‎۱۰ شهریور۱۳۸۵(۱ سپتامبر۲۰۰۶)
- سقوط هواپیمای توپولوف شرکت ایران ایر تور در مشهد و کشته‌شدن ۲۹ نفر

## چهارشنبه:۸ شهریور۱۳۸۵(۳۰ اوت۲۰۰۶)
- نجیب محفوظ درگذشت.
- آزادی رامین جهانبگلو

رامین جهانبگلو، پژوهشگر ایرانی با سپردن وثیقه از زندان آزاد شد. 

## شنبه: ‎۵ شهریور۱۳۸۵(۲۷ اوت۲۰۰۶)
عذرخواهی سید حسن نصرالله
- نصرالله در گفتگوی تلویزیونی: اگر می‌دانستیم که گروگان‌گیری دو سرباز به چنین واقعه‌ای می‌انجامد، به‌طور حتم چنین کاری را انجام نمی‌دادیم.

## چهارشنبه: ‎۱ شهریور۱۳۸۵(۲۳ اوت۲۰۰۶)
- ادعاهای رسانه‌های هلند درباره جنوب ایران

روزنامه هلندی فولکس‌کرانت طی یک مقاله تفصیلی در صفحه دوم خود استان‌های جنوبی ایران و مناطق بزرگی پیرامون آن را «جمهوری دموکراتیک الاحواز» خواند و شمار ایرانیان عرب‌زبان (که آن‌ها را الاحوازی نام نهاده) ۸ میلیون نفر اعلام نمود. این روزنامه همچنین ادعا کرد که شهرالاحواز«از ۴۰۰۰ هزار سال پ.م. کشور مستقلی بوده و ریشه آن به شهر اور (در عراق) می‌رسد» و «شاه ایران این منطقه را بزور اشغال کرده» و «عربها را در ایران سرکوب می‌کنند». این روزنامه و دیگر رسانه‌های هلند از جمله کانال‌های تلویزیونی دولتی این کشور در مقالات و گزارشهای متعدد طی یک موج بزرگ تبلیغاتی همین ادعاها را تکرار نموده ولی درباره آمارها تعداد مختلفی را مدعی می‌شوند. 
(نگا. ویکی‌نبشته)
- عفو بین‌الملل: اسرائیل مرتکب جنایات جنگی شده

عفو بین‌الملل، یک نهاد مدافع حقوق بشر که مقرش در لندن است، در گزارش خود که امروز چهارشنب ۲۳ اوت، انتشار یافت نوشته‌است که حمله به خانه‌ها، پل‌ها، جاده‌ها، و تسهیلات آب و برق «جزء لاینفک استراتژی اسرائیل در جنگ اخیر» بوده‌است. در جریان جنگ لبنان، حدود یک هزار لبنانی که بیشتر غیرنظامی بودند کشته شدند.